# Archivistica

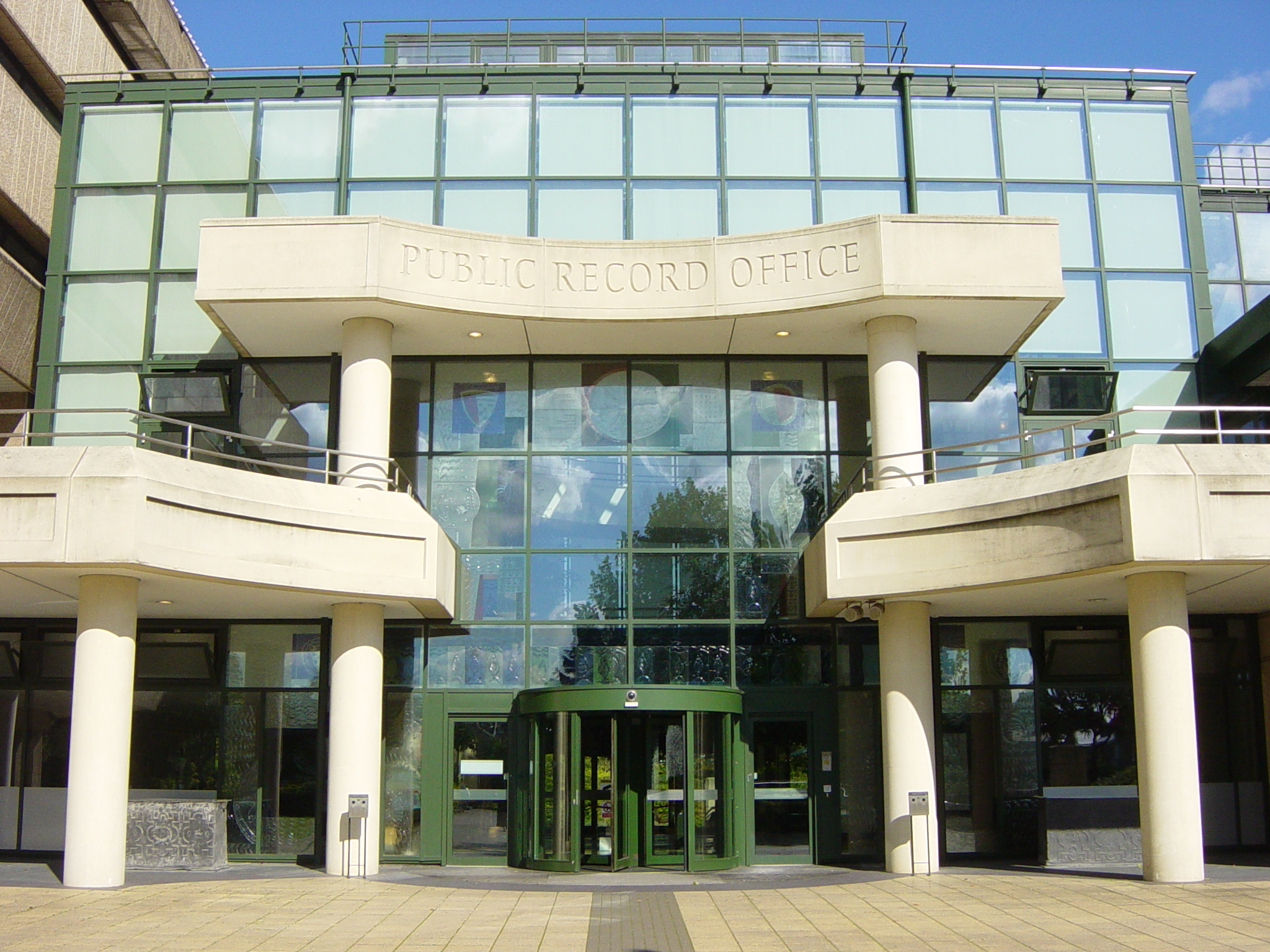
Archivio nazionale di Kew, nel Regno Unito.

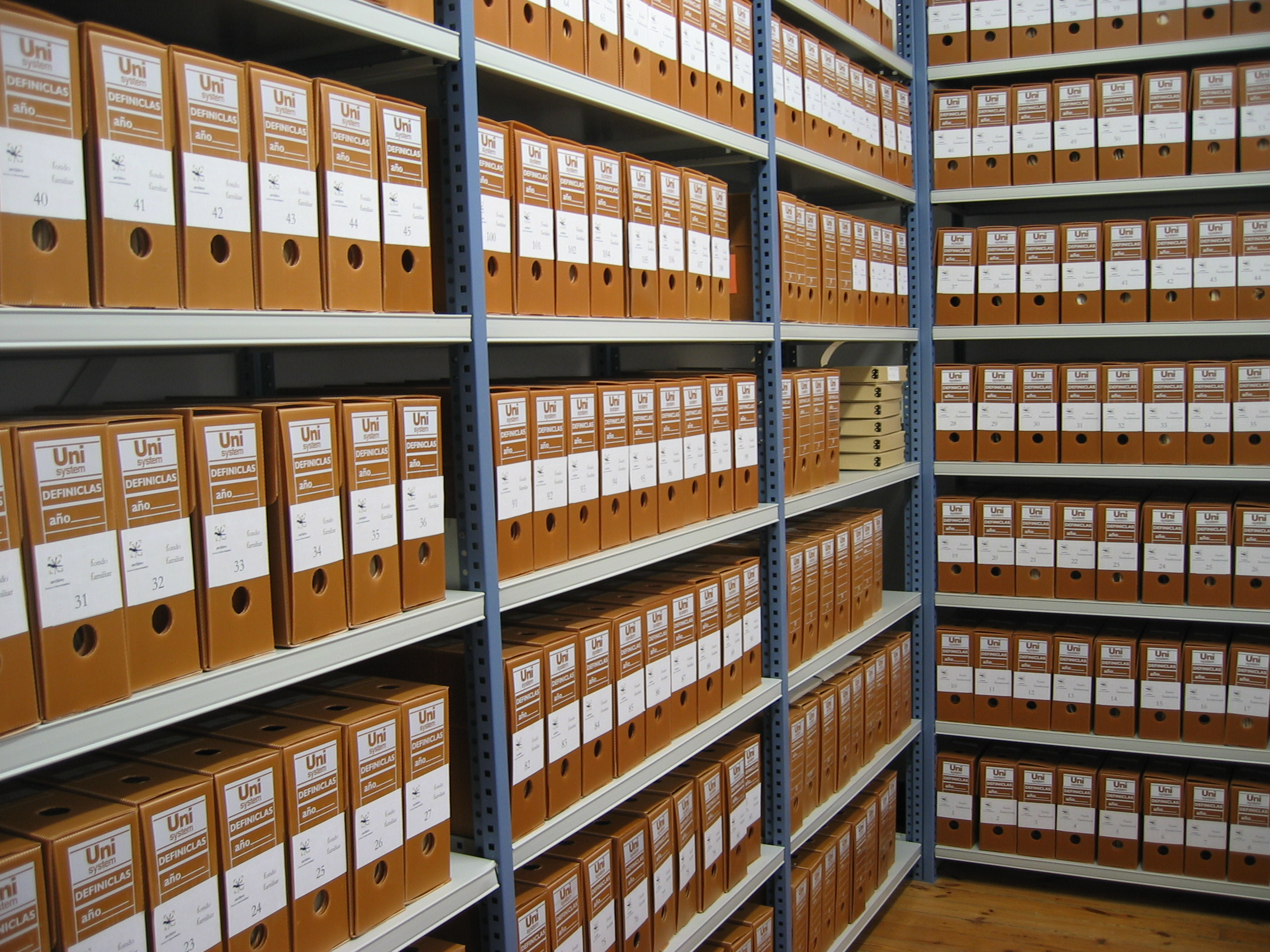
Un archivio.

L'archivistica è lo studio e l'attività relativa all'organizzazione di un archivio, inteso come complesso organico dei documenti di diversa natura prodotti da un soggetto (pubblico, privato o ecclesiastico) nel corso della sua attività.

## Storia
Una delle prime opere in tema fu pubblicata nel 1571 da Jacob von Rammingen che pubblicò a Heidelberg con lo pseudonimo  di "Von der Registratur".  
La materia archivistica è stata studiata con discussioni teoriche e metodologiche a partire dalla seconda metà del XVI secolo, con sviluppi di grande importanza nei secoli successivi. I grandi temi erano la definizione dell'archivio e dei suoi elementi distintivi, la soluzione delle problematiche delle diverse fasi della vita di un archivio, e l'armonizzazione tra le esigenze di tipo pratico, giuridico, amministrativo (che caratterizzano i documenti nei primi anni di vita), e quelle di tipo storico. 
In Europa, i centri di maggiore sviluppo di queste riflessioni sono stati l'Italia, con l'impostazione che dichiara l'"archivio" come tale fin dalla fase corrente, e la Germania, che distingue la fase corrente e di deposito come "registrazione" e parla di "archivio" solo riguardo alla fase storica.

## Generalità
L'archivistica è il complesso di teorie, norme e nozioni riguardanti la definizione della natura degli archivi, la loro organizzazione, la conservazione e i criteri di creazione e ordinamento dei documenti stessi. A ciò si aggiunge la predisposizione di mezzi di corredo e di strumenti per la ricerca tra i documenti stessi.
Il materiale trattato dall'archivistica è costituito da tutte quelle rappresentazioni scritte che tracciano la memoria delle varie azioni e comportamenti dei soggetti. Tali scritture possono avvenire, soprattutto riguardo al passato, sui più disparati supporti: dalle tavolette d'argilla degli archivi mesopotamici e dell'Asia minore, al papiro, alla pergamena, alla carta, fino, in tempi recenti, ai supporti digitali messi a disposizione dalle tecnologie informatiche.

## Branche della disciplina
Una prima distinzione negli studi di archivistica è quella che riguarda le branche "generali" e "speciali".

### Archivistica generale
L'Archivistica generale studia le tematiche basilari dell'archivio nell'accezione più ampia:
- Principi teorici (archivistica pura)
- Aspetti giuridici
- Elementi gestionali, con riguardo anche all'organizzazione nazionale e internazionale dei settori di competenza.

### Archivistica speciale
L'Archivistica speciale ha invece come oggetto di indagine gli archivi distinti in tipologie: archivi pubblici (statali, non statali), ecclesiastici, privati (personali, familiari, di associazioni, di imprese...). Queste classi guardano ai soggetti produttori, che fanno attività simili e quindi producono e conservano documenti assimilabili. Di ciascuna categoria vengono studiati la nascita, lo sviluppo, e la gestione degli archivi. L'Archivistica speciale ha bisogno di una conoscenza profonda dei soggetti che hanno prodotto gli archivi, per cui non può prescindere dalla Storia delle istituzioni.